# Maciej Sokołowski (1834–1893)
Maciej Artur Konstanty Sokołowski herbu Pomian (ur. 24 lutego 1834 w Kępce Szlacheckiej, zm. 26 lutego 1893) – powstaniec 1863 r. Ojciec Michała Sokołowskiego senatora II RP. 
Pochodził ze starego rodu szlacheckiego, który przez kilkaset lat posiadał silne wpływy polityczne na Kujawach. Był synem Stanisława Erazma Sokołowskiego i Franciszki z Lutostańskich. Najprawdopodobniej zaraz po wybuchu powstania styczniowego wstąpił do oddziału gen. Ludwika Mierosławskiego. Następnie walczył w oddziale Kazimierza Mielęckiego, a potem Alojzego Seyfrieda. W dniu 16 IV 1863 Rząd Narodowy mianował go porucznikiem. W tej randze pełnił w sztabie pułkownika Edmunda Calliera funkcję intendenta wojewódzkiego. Z rozkazu Calliera uformował w lipcu 1863 składający się z ponad 100 jeźdźców oddział kawalerii w powiecie kujawskobrzeskim. Na jego czele zdobył 19 sierpnia kasę powiatową w Kutnie, a następnie stoczył kilka potyczek.
Od 1863 przebywał na emigracji, nie wiadomo jednak jak długo. W 1876 mieszkał w swojej posiadłości w Bóbrce Dolnej nad Sanem. Kilka lat po powrocie do Polski popadł w ruinę finansową, po czym przeniósł się do Krakowa, gdzie do śmierci pełnił obowiązki administratora w redakcji „Kuriera Polskiego“. Był również współwłaścicielem drukarni „A. Słomski i Spółka“. Pochowany został w Kwaterze Powstańców 1863 na Cmentarzu Rakowickim w Krakowie.
Teresa Bojarska wspomina o udziale Sokołowskiego w powstaniu styczniowym w powieści „Kontredans kujawski“.
Zmarli powstańcy 1863 roku zostali odznaczeni przez prezydenta RP Ignacego Mościckiego 21 stycznia 1933 roku Krzyżem Niepodległości z Mieczami.